# بخش مونرو (شهرستان گرنزی، اوهایو)
بخش مونرو (به انگلیسی: Monroe Township) یک منطقهٔ مسکونی در ایالات متحده آمریکا است که در شهرستان گرنزی، اوهایو واقع شده‌است.
 بخش مونرو ۶۵٫۱ کیلومتر مربع مساحت و ۷۴۷ نفر جمعیت دارد و ۳۱۰ متر بالاتر از سطح دریا واقع شده‌است.